# Kejžlice
Kejžlice (j. č., tedy: ta Kejžlice; německy Keischlitz) je obec v okrese Pelhřimov v Kraji Vysočina. Nachází se šest kilometrů severně od Humpolce. Žije zde 467 obyvatel. Obcí z jihu na sever protéká Pstružný potok, který je levostranným přítokem řeky Sázavy.

## Název
Starší název byl Kýžlice.

## Historie
První písemná zmínka o obci pochází z roku 1378.

## Přírodní poměry
Na území Kejžlice se nachází přírodní rezervace Kamenná trouba.

## Obyvatelstvo
| Rok            | 1869 | 1880 | 1890 | 1900 | 1910 | 1921 | 1930 | 1950 | 1961 | 1970 | 1980 | 1991 | 2001 | 2011 | 2021 |
| -------------- | ---- | ---- | ---- | ---- | ---- | ---- | ---- | ---- | ---- | ---- | ---- | ---- | ---- | ---- | ---- |
| Počet obyvatel | 720  | 735  | 710  | 641  | 670  | 702  | 685  | 596  | 577  | 464  | 372  | 345  | 328  | 339  | 433  |
| Počet domů     | 96   | 100  | 100  | 104  | 108  | 112  | 124  | 148  | 144  | 137  | 130  | 157  | 162  | 169  | 201  |

## Obecní správa

### Části obce
Kejžlice se nečlení na části, má však dvě základní sídelní jednotky, vlastní Kejžlice a osadu Nový Dvůr.
Pod Kejžlici spadá také osada Orlovy s Orlovskou myslivnou, neodmyslitelně spjatou se vznikem českého skautingu – Junáka.

### Obecní symboly
Znak a vlajka byly obci uděleny rozhodnutím předsedy Poslanecké sněmovny Parlamentu České republiky dne 29. května 2007.

## Školství
- Mateřská škola Kejžlice

## Další fotografie

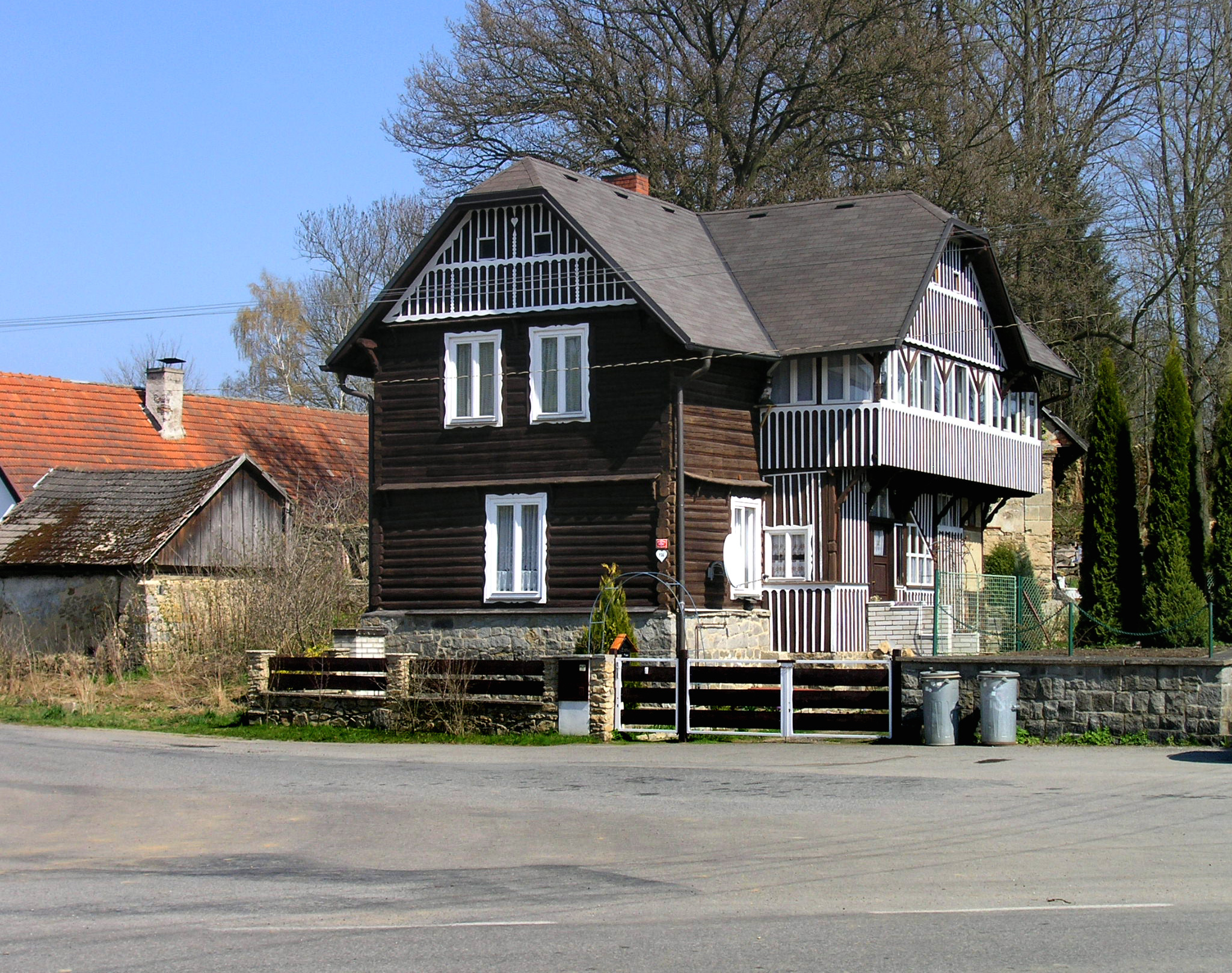
Vila na návsi
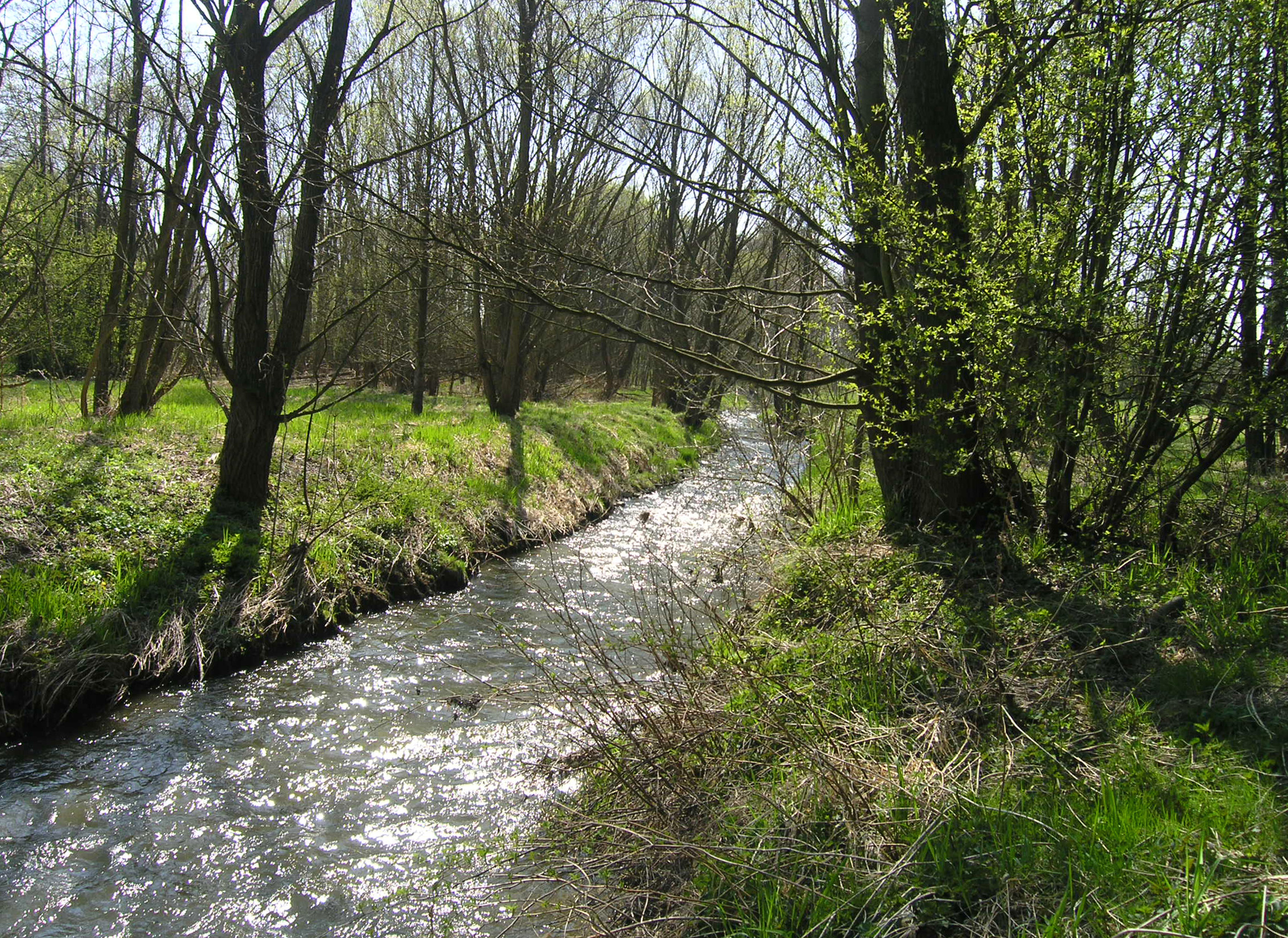
Pstružný potok v rezervaci Kamenná trouba